# 만자모

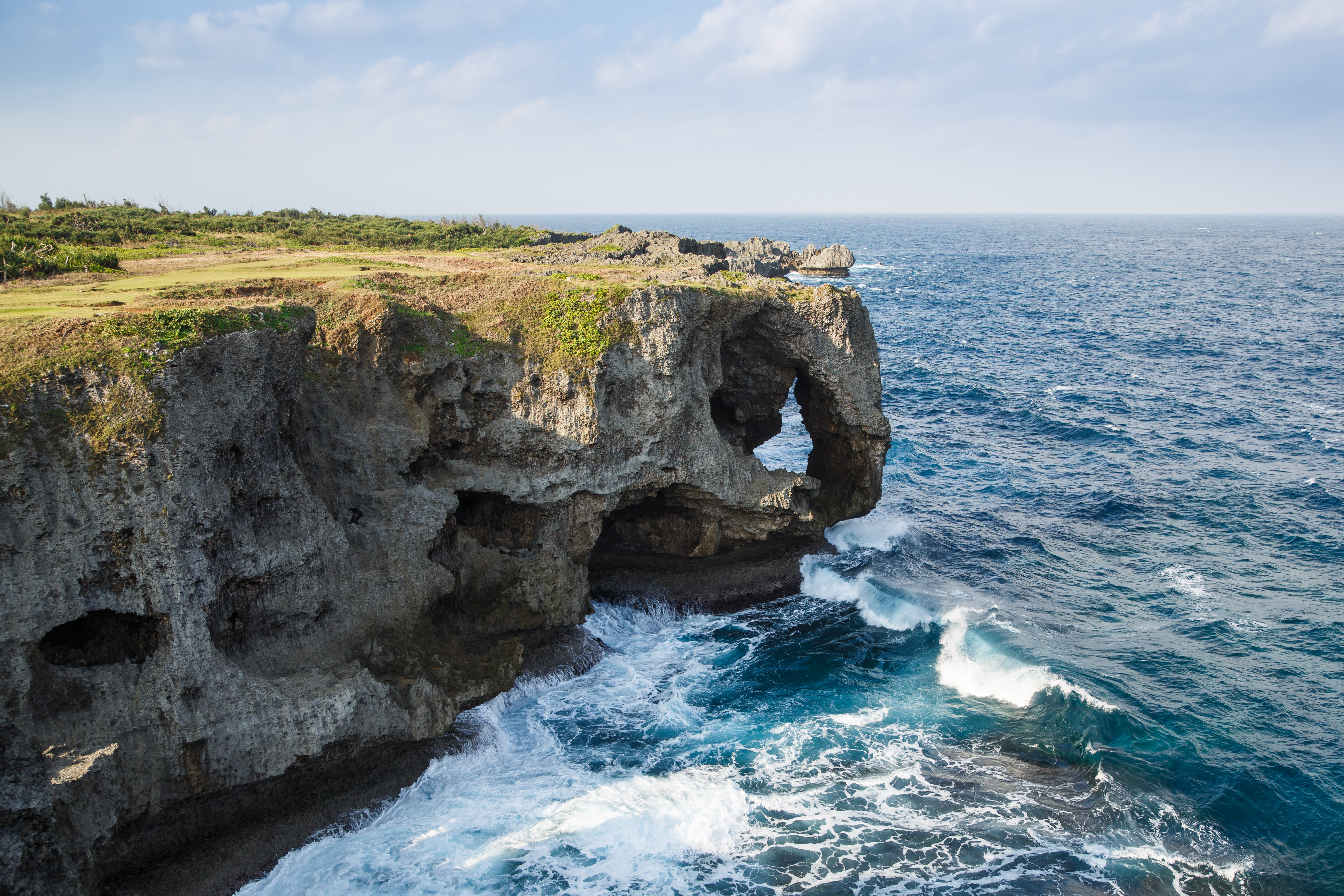
만자모

만좌모(일본어: 万座毛)는 일본 오키나와현 구니가미군 온나촌에 있는 경승지이다. 해안 절벽에 코끼리 코 모양의 바위가 붙어 있다. 동중국해에 접해 있으며 오키나와 해안 국정공원에 속한다.

## 이름의 유래
류큐 왕조 때의 왕인 쇼케이 왕이 만명이 앉을 수 있는 넓은 들판이라고 평한 것에서 유래하였다.